# エドワード・ヤン
エドワード・ヤン（Edward Yang / 楊 德昌、1947年〈民国36年〉11月6日 - 2007年〈民国96年〉6月29日）は、台湾の映画監督・脚本家。

## 生涯
1947年、上海に生まれ、2歳のときに家族で台北に移住した外省人。ロックと手塚治虫に影響されて育った。台湾の国立交通大学で電気工学を学び、次いでフロリダ大学で計算機工学の修士号を所得したが、やがて映画製作に興味を持ち南カリフォルニア大学に入学。しかしすぐに中退し、しばらくアメリカで電気関係の仕事についていた。
1981年に台湾に帰国後、日本を舞台とした余為政監督のデビュー作『一九〇五年的冬天』で脚本と製作助手を担当し、映画界入り。同年、シルビア・チャンが企画したテレビドラマ・シリーズ『十一個女人』の1話「浮萍」の監督に起用され、1982年に新人監督4人によるオムニバス映画『光陰的故事』の第2話「指望」で映画監督デビュー。
1983年、初長編映画『海辺の一日』でヒューストン映画祭グランプリを受賞。以後、1985年に『台北ストーリー』、1986年に『恐怖分子』、1991年に『牯嶺街少年殺人事件』、1994年に『エドワード・ヤンの恋愛時代』、1996年に『カップルズ』を監督。侯孝賢とともに台湾ニューシネマを代表する一人となった。
2000年の『ヤンヤン 夏の想い出』でカンヌ国際映画祭監督賞を受賞した。同作完成のころから癌を患い、その後7年ほど闘病生活を続けていたが、2007年6月29日、結腸癌による合併症のためアメリカ・カリフォルニア州ビバリーヒルズの自宅で死去。59歳だった。
闘病中もジャッキー・チェン製作総指揮で初のアニメ映画『追風』に着手していたが、数分間の断片を残したのみに終わった。1990年代半ばには『如果』『成長季節』など舞台劇も演出した。

## 主な監督作品
- 光陰的故事 《光陰的故事》In Our Time（1982年）109分 第2話「指望」（新人若手監督4人の演出による4話構成のオムニバス作品。監督：タオ・ドゥーツェン、エドワード・ヤン、クー・イーチェン、チャン・イー）
- 海辺の一日 《海灘的一天》That Day, on the Beach（1983年）167分
- 台北ストーリー 《青梅竹馬》 Taipei Story（1985年）110分
- 恐怖分子 《恐怖份子》 The Terrorizers（1986年）
- 牯嶺街少年殺人事件 《牯嶺街少年殺人事件》 A Brighter Summer Day（1991年）
- エドワード・ヤンの恋愛時代 《獨立時代》 A Confucian Confusion（1994年）
- カップルズ 《麻將》 Mahjong（1996年）
- ヤンヤン 夏の想い出 《一一》 Yi Yi（2000年）

## 監督以外の作品
- 冬冬の夏休み（1984年）出演・音楽

## 関連書籍
- 楊徳昌電影読本（エドワード・ヤン フィルムブック）―映画のモダニティは、ついに「恋愛時代」に突入する!（シネカノン、1995年、フィルムアート社）ISBN 4845995468
- エドワード・ヤン（ジョン・アンダーソン著、2007年、青土社）ISBN 4791763882
- 映画芸術 459号 エドワード・ヤンと『牯嶺街少年殺人事件』（2017年、編集プロダクション映芸）
- エドワード・ヤン 再考/再見（2017年、フィルムアート社）ISBN 4845995468